# 下村観山

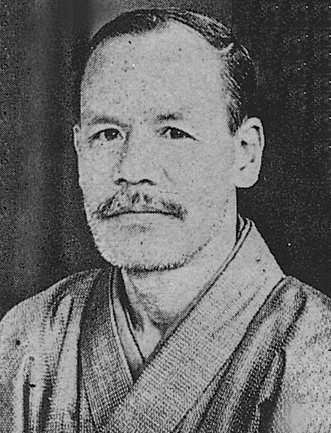
下村 観山

下村 観山（しもむら かんざん、1873年（明治6年）4月10日 - 1930年（昭和5年）5月10日）は、明治 - 昭和初期の日本画家。本名は晴三郎。

## 略伝
1873年（明治6年）、和歌山県和歌山市小松原通5丁目に、代々紀州藩に仕える小鼓方幸流の能楽師の3男として生まれる。1881年（明治14年）8歳のとき、一家で東京へ移住。父は篆刻や輸出象牙彫刻を生業とし、兄2人も後に豊山、栄山と名乗る彫刻家となった。観山は祖父の友人だった藤島常興に絵の手ほどきを受ける。常興は狩野芳崖の父・狩野晴皐の門人だったことから、芳崖に観山を託す。観山初期の号「北心斎東秀」は芳崖が授けたとされ、1883年（明治16年）観山10歳の頃にはもう使用していたとされる。1886年（明治19年）芳崖が制作で忙しくなると、親友である橋本雅邦に紹介して師事させる。1889年（明治22年）東京美術学校（現・東京藝術大学）に第一期生として入学する。初期の美校では基礎知識として、フェノロサによる美学、岡倉天心による「日本美術史」、フェロノサと岡倉天心の師である黒川真頼による有職故実、和文、金工、漆工史等の講義があった。卒業後は同校で教えていたが、1898年に岡倉覚三（天心）が野に下ったときに行動を共にし横山大観、菱田春草とともに日本美術院の創設に参加した。1903年2月21日、文部省留学生として渡英のため横浜を出航、12月10日帰国。
1906年、天心が日本美術院を茨城県北部の五浦海岸へ移した際、大観、春草、木村武山とともに同地へ移住し画業を深めた。1917年6月11日、帝室技芸員となる。1930年3月より食道狭窄症で療養していたが、同年5月10日に神奈川県横浜市本牧の自宅で脳麻痺を起こして死去。墓所は多磨霊園(3-1-9-5)と台東区安立寺。

## 代表作
| 作品名                   | 技法         | 形状・員数            | 寸法（縦x横cm）                                                  | 所有者                                            | 年代                     | 出品展覧会                                                | 落款               | 印章                     | 備考 |
| ------------------------ | ------------ | --------------------- | ---------------------------------------------------------------- | ------------------------------------------------- | ------------------------ | --------------------------------------------------------- | ------------------ | ------------------------ | --- |
| 鷹図                     | 紙本墨画     | 1幅                   | 66.0x50.0                                                        | 永青文庫                                          | 1886年（明治19年）       |                                                           | 「北心齋十四歳画」 | 「北心斎東秀印」朱文方印 | |
| 辻説法                   | 紙本著色     | 1面                   | 44.7x62.8                                                        | 横浜美術館                                        | 1892年（明治25年）5月    | 東京美術学校校友会第3回常会優等賞                         | 「観山筆」         | 白文円印                 | |
| 日蓮上人辻説法           | 絹本著色     | 1幅                   | 45.0x75.0                                                        | 東京藝術大学                                      | 1894年（明治27年）4月    | 東京美術学校校友会第4回大会優等賞                         | 「観山」           |                          | |
| 熊野勧花                 | 絹本著色     | 1面                   | 61.3x119.7                                                       | 東京藝術大学                                      | 1894年（明治27年）4月    | 東京美術学校授業成績物展覧会（卒業制作）                  | 「観山」           |                          | |
| 蒙古襲来                 | 紙本著色     | 1幅                   | 159.0x233.5                                                      | 東京大学大学院総合文化研究科・教養学部 駒場博物館 | 1895年（明治28年）       |                                                           |                    | 「観山」朱文円印         | |
| 仏誕                     | 絹本著色     | 1幅                   | 203.0x143.5                                                      | 東京藝術大学                                      | 1896年（明治29年）9月    | 第1回日本絵画協会絵画共進会銀牌第2席                      |                    |                          | |
| 光明皇后                 | 絹本著色     | 1幅                   | 231.0x173.0                                                      | 宮内庁三の丸尚蔵館                                | 1897年（明治30年）3月    | 第2回日本絵画協会絵画共進会銀牌第1席                      |                    |                          | |
| 嗣信最期                 | 絹本著色     | 1幅                   | 227.2x350.0                                                      | 東京藝術大学                                      | 1897年（明治30年）10月   | 第3回日本絵画協会絵画共進会特別銀牌                       |                    |                          | 本作は1900年パリ万国博覧会出品のために農商務省が買い上げ、銅牌を受賞。 |
| 闍維                     | 絹本著色     | 1面                   | 143.7x256.0                                                      | 横浜美術館                                        | 1898年（明治31年）10月   | 第5回日本絵画協会・第1回日本美術院連合絵画共進会銀牌第2席 |                    |                          | 第1席は横山大観筆「屈原」（厳島神社蔵） |
| 元禄美人図（三味線図）   | 紙本金地著色 | 二曲一隻              | 154.3x174.4                                                      | 石水美術館                                        | 1899年（明治32年）5月    | 日本美術院横浜共進会                                      |                    |                          | 川喜田半泥子旧蔵 |
| 元禄美人図（弾琴図）     | 紙本金地著色 | 二曲一隻              | 154.3x174.4                                                      |                                                   | 1899年（明治32年）5月    | 日本美術院横浜共進会                                      |                    |                          | 両者は本来一双で出品されたが、その後分蔵。 |
| 蒙古調伏曼荼羅授与之図   | 絹本著色     | 1幅                   | 164.5x112.0                                                      | 元寇史料館                                        | 1899年（明治32年）10月   | 第7回日本絵画協会・第2回日本美術院連合絵画共進会銀牌第1席 |                    | 金文方印                 | |
| 修羅道絵巻               | 紙本著色     | 1巻                   | 46.0x976.0                                                       | 東京国立博物館                                    | 1900年（明治33年）4月    | 第8回日本絵画協会・第3回日本美術院連合絵画共進会          |                    |                          | |
| 大原之露                 | 絹本著色     | 1幅                   | 248.0x171.0                                                      | 茨城県近代美術館                                  | 1900年（明治33年）10月   | 第9回日本絵画協会・第4回日本美術院連合絵画共進会金牌      |                    |                          | |
| 鵜鴎図                   | 紙本金地著色 | 六曲一双              | 168.0x363.0（各）                                                | 滋賀県立近代美術館                                | 1901年（明治34年）       | 「観山」                                                  | 「素心」朱文円印   |                          | |
| ダイオゼニス             | 絹本着色     | 1幅                   | 121.6x50.3                                                       | 東京国立近代美術館                                | 1903年（明治36年）       | 第15回日本絵画協会・第10回日本美術院連合絵画共進会        | 「観山」           | 朱文方印                 | イギリス留学中の観山が、同展のためロンドンから送った作品のうちの一つ。 |
| ダイオゼニス             | 絹本着色     | 1幅                   | 131.3x72                                                         | 大英博物館                                        | 1903-05年（明治36-38年） |                                                           | 「観山」           | 「素心」朱文方印         | 小説家で東洋美術研究家のアーサー・モリスン旧蔵で、大英博物館にはモリスン旧蔵の観山作品が計8点所蔵されている。                                                                                                 |
| 前田綱紀（松雲公）像     | 絹本著色     | 1幅                   | 108.8x70.0                                                       | 前田育徳会                                        | 1906年（明治39年）       |                                                           | 無                 | 無                       | 前田利為からの依頼画。 |
| 木の間の秋               | 紙本金地著色 | 二曲一双              | 169.5x170.0（各）                                                | 東京国立近代美術館                                | 1907年（明治40年）       | 第1回文展                                                 | 「観山」           | 「素心」朱文円印         | |
| 大原御幸                 | 絹本着色     | 1巻                   | 52.0x790.0                                                       | 東京国立近代美術館                                | 1908年（明治41年）       | 第1回国画玉成会                                           |                    | 「観山」朱文方印         | |
| 小倉山                   | 絹本金地着色 | 六曲一双              | 157.0x333.5                                                      | 横浜美術館                                        | 1909年（明治42年）10月   | 国画玉成会研究会展覧会                                    | 「観山」           | 「素心」朱文円印         | 小倉百人一首に取られた藤原忠平「小倉山 峰の紅葉ば 心あらば 今ひとたびの みゆき待たなむ」の歌意を描く。 |
| 楠公奉勅下山図           |              |                       |                                                                  | 尊経閣文庫                                        | 1910年（明治43年）       |                                                           |                    |                          | 前田利為から前田利建に誕生日祝いとして贈られた。 |
| 魔障                     | 紙本墨画金彩 | 1幅                   | 64.0x173.5                                                       | 東京国立博物館                                    | 1910年（明治43年）       | 第4回文展                                                 | 「観山」           | 「観山」黒印方印         | 観山唯一の白描画。下絵は永青文庫や和歌山県立近代美術館に、画稿は神奈川県立近代美術館や横浜美術館などに所蔵されている。                                                                                        |
| 唐茄子畑                 | 紙本著色     | 六曲一双              | 169.1x363.6（各）                                                | 東京国立近代美術館                                | 1911年（明治44年）       | 第11回巽画会展                                            | 「観山」           | 「素心」黒文円印         | |
| 朝帰り之図（雪の朝帰り） | 絹本著色     | 1幅                   | 121.5x50.6                                                       | 三渓園                                            | 1911年（明治44年）       | 第11回巽画会展                                            | 「観山」           | 「観山」黒文方印         | |
| 毘沙門天 弁財天          | 紙本金地著色 | 六曲一双              | 169.5x362.5（各）                                                | 徳島県立近代美術館                                | 1911年（明治44年）冬     |                                                           | 「観山」           | 「観山」黒文円印         | 岩崎家からの依頼で、松方正義へ金婚式祝賀として贈られた。 |
| 鵜図屏風                 |              | 六曲一双              | 169.1×363.6（各）                                                | 東京国立博物館                                    | 1912年（大正元年）4月    | 菱田春草追悼展                                            |                    |                          | 出品後、遺族に寄贈。 |
| 白狐                     | 紙本著色     | 二曲一双              | 186.8x208.4（各）                                                | 東京国立博物館                                    | 1914年（大正3年）        | 再興第1回院展                                             | 「観山」           | 朱文方印                 | |
| 女                       | 絹本著色     | 1幅                   | 135.2x50.5                                                       | 永青文庫                                          | 1915年（大正4年）3月     | 第1回日本美術院習作展覧会                                 |                    |                          | 春雨と並び観山の数少ない美人画のひとつ。 |
| 老子                     | 絹本著色     | 1幅                   | 166.4x72.0                                                       | 東京国立博物館                                    | 1915年（大正4年）3月     | 第15回巽画会展                                            | 「観山」           | 白文方印                 | 三溪園にもほぼ寸分違わない作品がある。 |
| 弱法師（よろぼし）       | 絹本金地著色 | 六曲一双              | 186.4×406（各）                                                  | 東京国立博物館                                    | 1915年（大正4年）10月    | 再興第2回院展                                             | 観山               | 白文方印                 | 重要文化財 |
| 竹林七賢                 | 絹本金地著色 | 六曲一双              | 168.0×374.6（各）                                                | 茨城県近代美術館                                  | 1915年（大正4年）頃      |                                                           | 「観山」           | 「観山」朱文円印         | |
| 春雨                     | 絹本著色裏箔 | 六曲一双              | 190.0×406.0（各）                                                | 東京国立博物館                                    | 1916年（大正5年）9月     | 再興第3回院展                                             | 「観山」           | 白文方印                 | |
| 鵜図                     | 絹本著色裏箔 | 六曲一双              | 168.5×365.0（各）                                                | 夢二郷土美術館                                    | 1916年（大正5年）頃      |                                                           | 「観山」           | 「素心」朱文円印         | |
| 獅子図屏風               | 絹本著色裏箔 | 二曲一双              | 181.0x194.0（各）                                                | 水野美術館                                        | 1918年（大正7年）7月     | 第2回日本美術院同人作品展覧会                             | 「観山」           | 白文方印                 | |
| 豊太閤                   | 絹本著色     | 1幅                   | 150.7x71.2                                                       | 東京国立博物館                                    | 1918年（大正7年）9月     | 再興第5回院展                                             | 無                 | 白文方印                 | |
| 三保富士                 | 紙本金地著色 | 六曲一双              | 167.0x370.0（各）                                                | 秋田県立近代美術館                                | 1919年（大正8年）        |                                                           |                    |                          | |
| 老松白藤図               | 絹本著色裏箔 | 六曲一双              | 168.3x374.2（各）                                                | 山種美術館                                        | 1921年（大正10年）       | 「観山」                                                  | 白文方印           |                          | 明治神宮造営局の依頼で、同局総裁だった伏見宮貞愛親王に奉献するために制作。 |
| 楠公図                   | 絹本著色     | 3幅対                 | 147.0x50.8（各）                                                 | 東京国立博物館                                    | 1921年（大正10年）       | 再興第8回院展                                             |                    |                          | |
| 俊徳丸                   | 紙本著色     | 1幅                   | 180.0x64.8                                                       | 横浜美術館                                        | 1922年（大正11年）       | 再興第9回院展                                             | 「観山」           |                          | |
| 景雲餘彩                 |              |                       |                                                                  | 宮内庁三の丸尚蔵館                                | 1922年（大正11年）       |                                                           |                    |                          | |
| 三猿                     | 絹本墨画淡彩 | 1幅                   | 124.0x68.0                                                       | 水野美術館                                        | 1924年（大正13年）       | 第1回淡交会                                               |                    |                          | |
| 維摩黙然                 | 絹本著色     | 1幅                   | 170.0x91.0                                                       | 大倉集古館                                        | 1924年（大正13年）       | 再興第11回院展                                            | 「観山」           |                          | |
| 臨幸画巻                 | 絹本著色     | 4巻（麟・鳳・亀・龍） | 第1巻：45.2x560.5 第2巻：45.2x618.8 45.2x757.0 第4巻：45.2x801.0 | 前田育徳会                                        | 1927年8月                |                                                           |                    |                          | 1910年（明治43年）の明治天皇による前田利為邸行幸を描いた作品。詞書は永山近彰の記事を基に幸田露伴が訂正し、尾上柴舟が染筆。行幸直後に描かれたと思われる画稿も残っているが、画巻自体の完成は1931年（昭和6年）。 |
| 魚籃観音                 | 絹本著色     | 3幅対                 | 中幅：158.0.0x55.7 左右幅：158.5x32.3（各）                      | 妙福寺 (練馬区)                                   | 1928年（昭和3年）10月    | 再興第15回院展                                            |                    |                          | |
| 一休禅師                 | 紙本著色     | 1幅                   | 129.0x50.6                                                       | 松岡美術館                                        | 1930年（昭和5年）        | 第6回淡交会（死後）                                       | 「観山」           |                          | |
| 竹の子                   | 絹本著色     | 1幅                   | 52.4x80.6                                                        | 個人                                              | 1930年（昭和5年）        |                                                           | 「観山」           |                          | 絶筆 |

## 作品画像

### 屏風

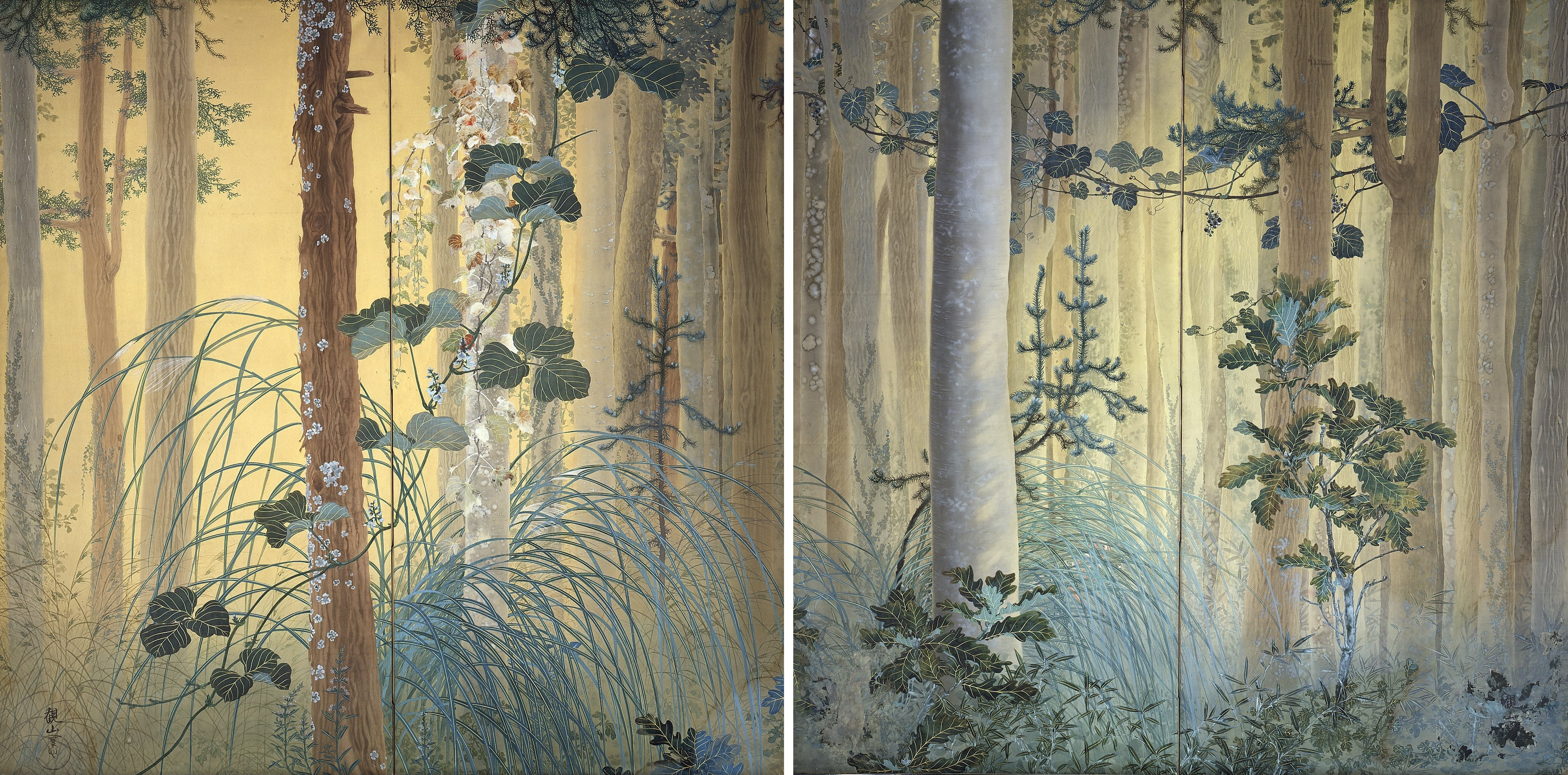
木の間の秋（1907年、東京国立近代美術館）

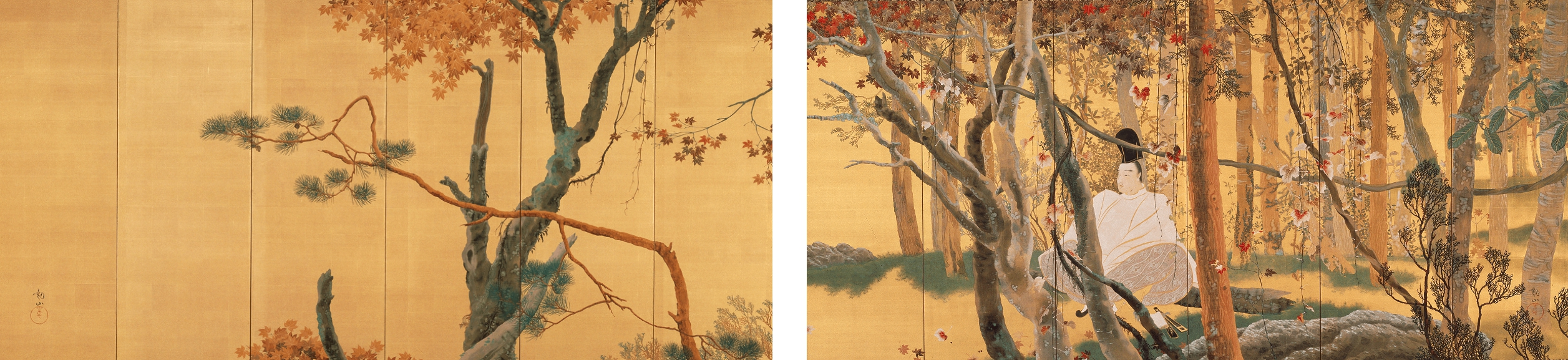
小倉山（1909年、横浜美術館）

| 弱法師図（よろぼしず）（1915、東京国立博物館） 重要文化財 |  | 弱法師図（よろぼしず）（1915、東京国立博物館） 重要文化財 |
| 弱法師図（よろぼしず）（1915、東京国立博物館） 重要文化財 |  |                                                           |

| 春雨図屏風（1916年、東京国立博物館） |  | 春雨図屏風（1916年、東京国立博物館） |
| 春雨図屏風（1916年、東京国立博物館） |  |                                      |

| 白狐（びゃっこ）（1918年、東京国立博物館） |  | 白狐（びゃっこ）（1918年、東京国立博物館） |
| 白狐（びゃっこ）（1918年、東京国立博物館） |  |                                            |

### ギャラリー

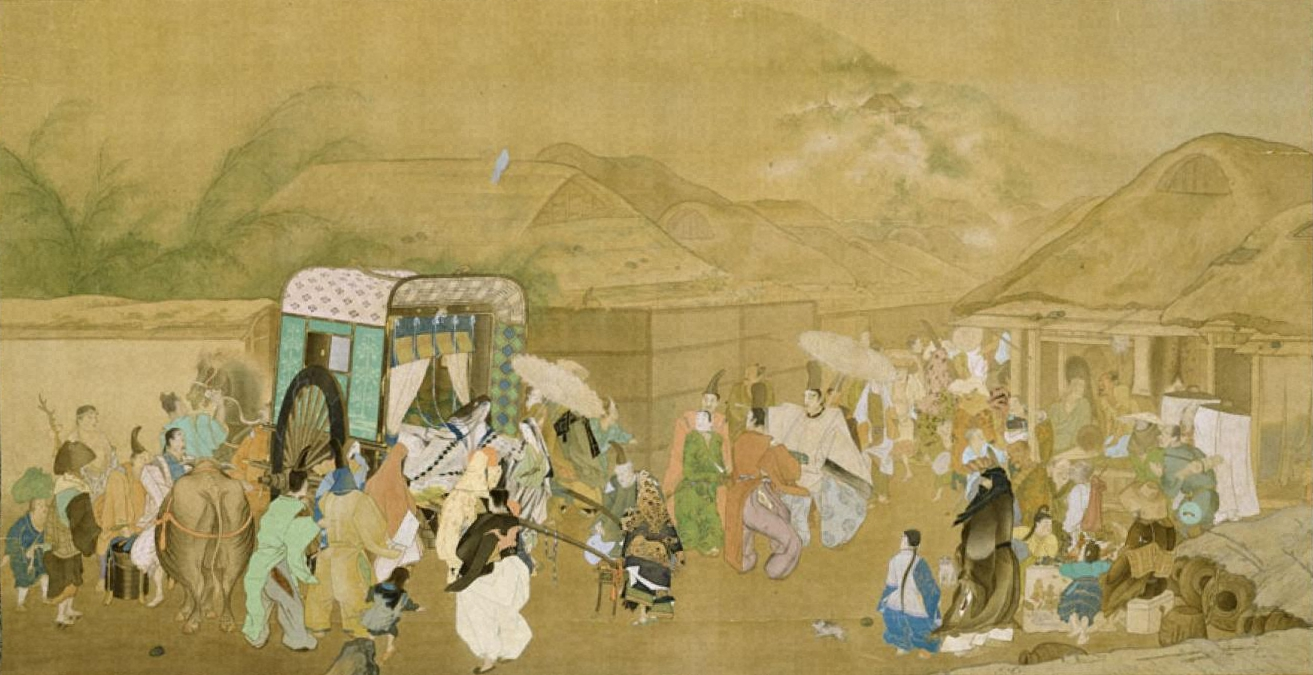
熊野観花（1894年、東京藝術大学）
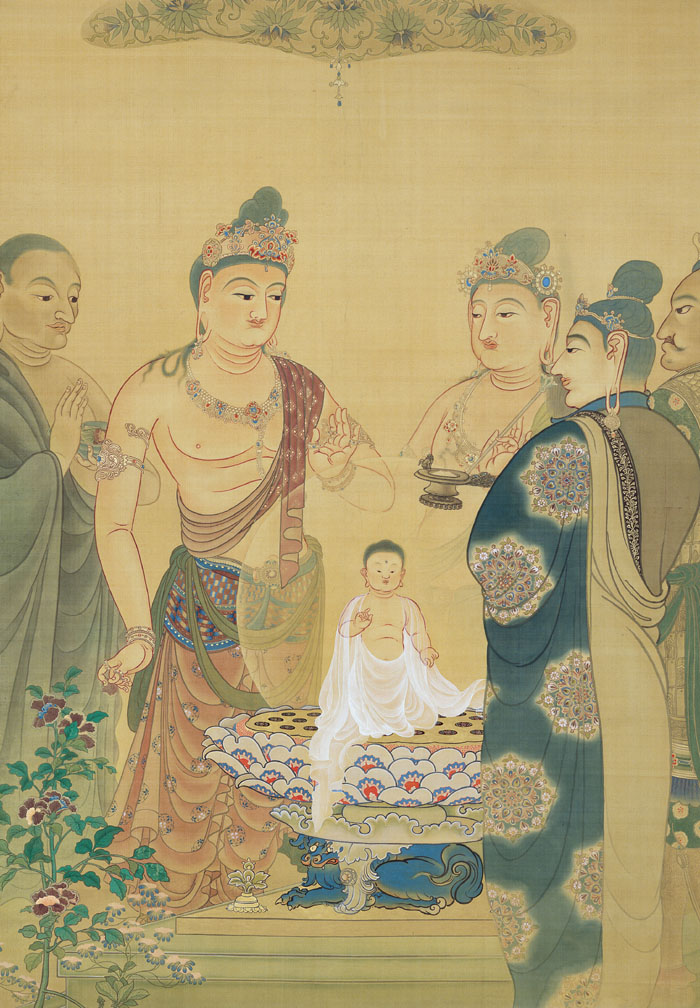
仏誕（1896年、東京藝術大学）
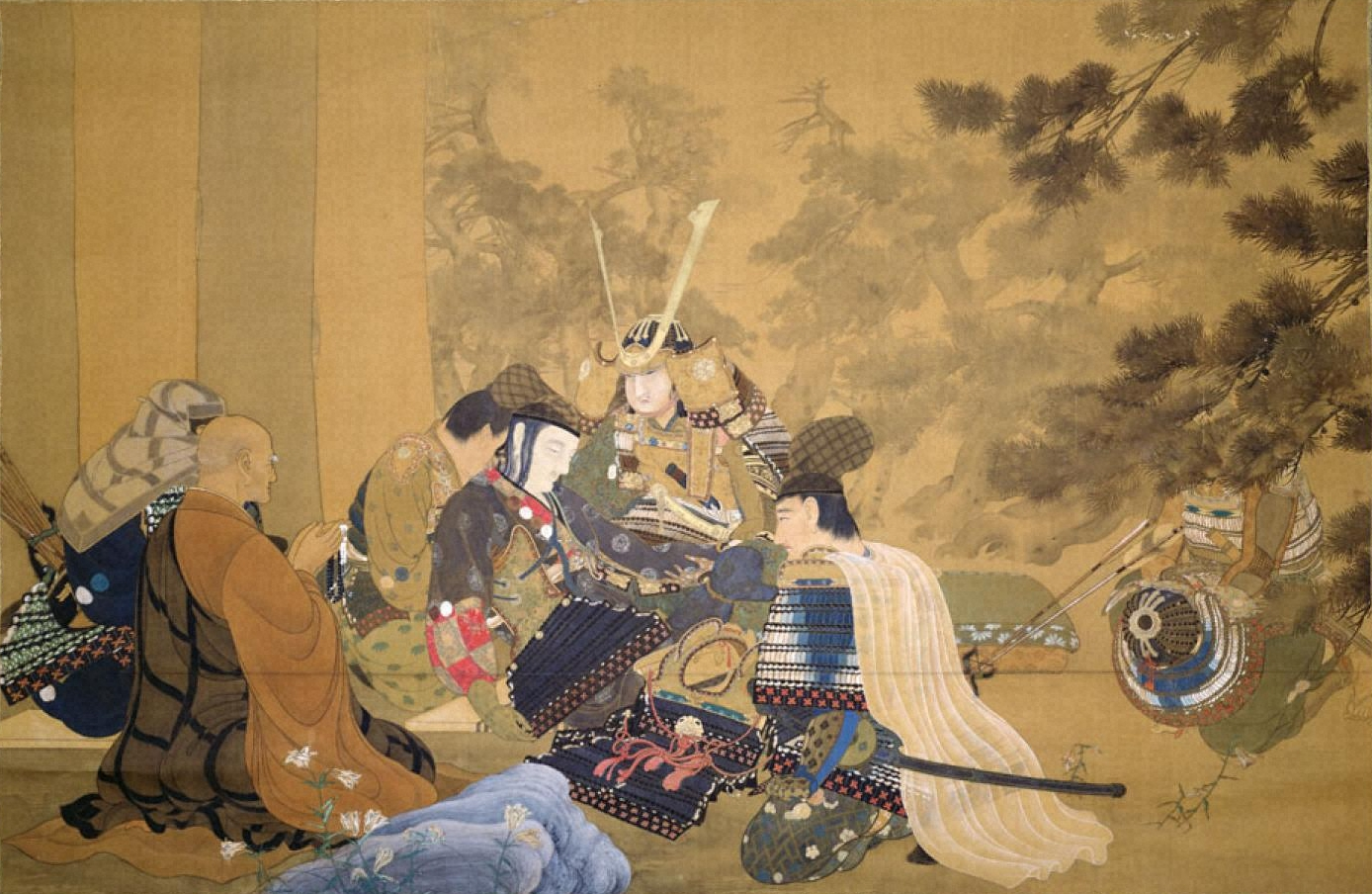
嗣信最期（1897年、東京藝術大学）
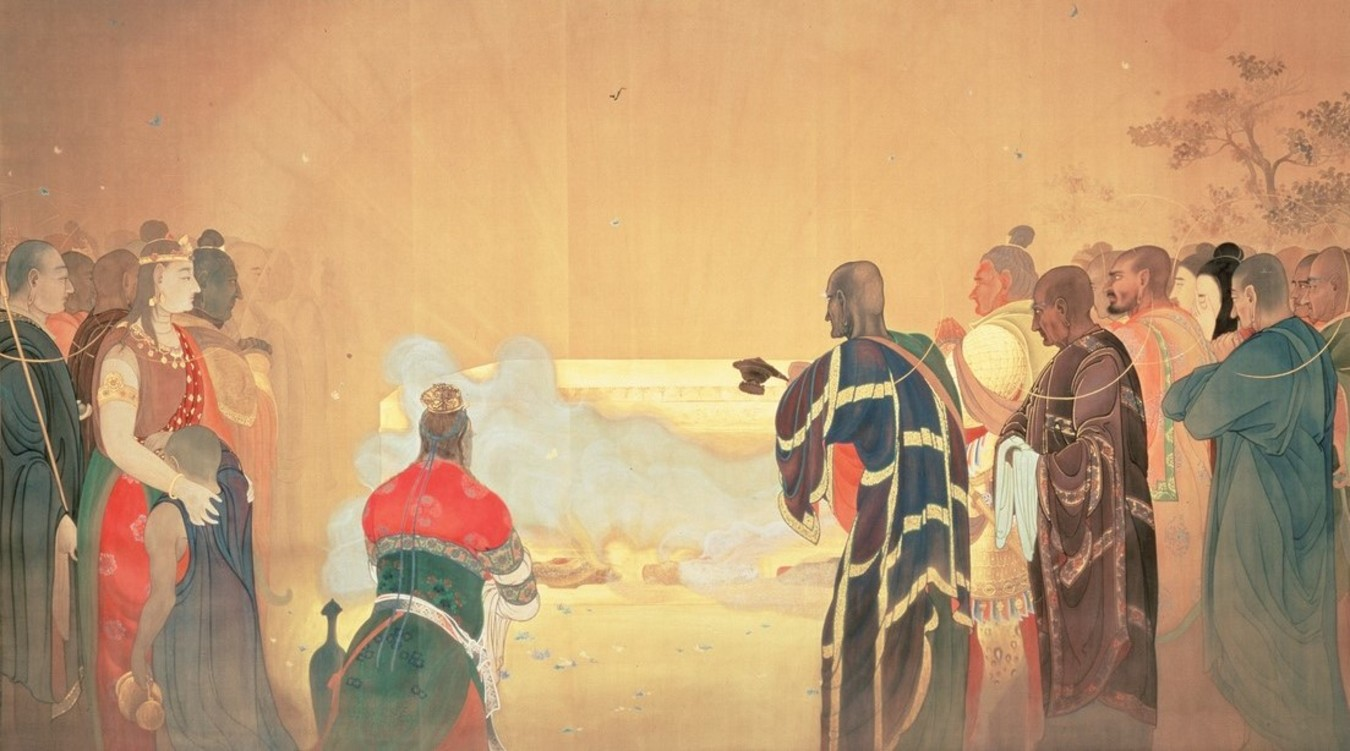
闍維（じゃい）（1898年、横浜美術館）
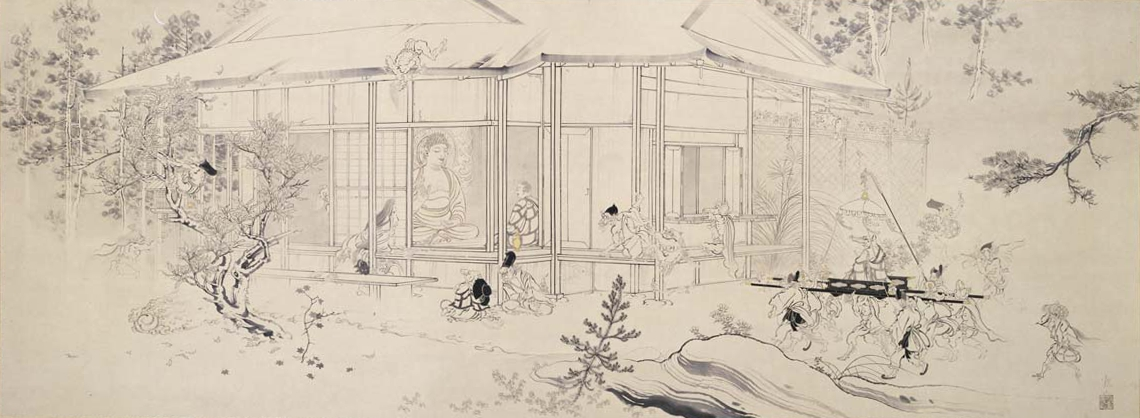
魔障図（1910年、東京国立博物館）